# Willem Godschalck van Focquenbroch
Willem Godschalck van Focquenbroch (Amsterdam, 26 aprile 1640 – Fort Elmina, 1670) è stato un poeta, drammaturgo e medico olandese. Oltre a comporre versi sagaci, satirici e burleschi, si distinse anche per la scrittura di poesie serie, seguendo la tradizione petrarchesca. Sebbene nel XIX secolo il suo lavoro abbia suscitato scarso interesse, a partire dal XX secolo si è registrato un rinnovato interesse per la sua produzione letteraria. Il suo motto era: " Fumus Gloria Mundi", che significa "La gloria del mondo è solo fumo" o, in olandese: "Des Werelts Glorie is maer Roock/Roock is 's Werelts Glory oock".

## Biografia

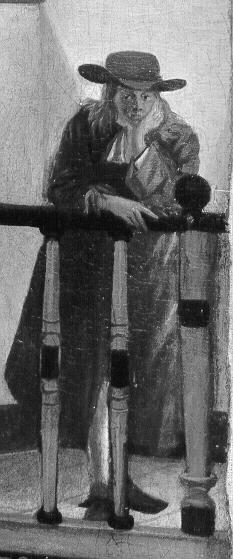
Ritratto del poeta Willem Godschalk van Focquenbroch

Willem Godschalck van Focquenbroch nacque ad Amsterdam, dove fu battezzato il 26 aprile 1640 nella Oude Kerk. Suo padre, Paulus van Focquenbroch, proveniva da una famiglia di piccoli commercianti di Anversa, mentre sua madre, Catharina Sweers, era figlia di un falegname anch'esso di Anversa. I fratelli maggiori di Willem, Janneke e Paulus Jr., probabilmente morirono in giovane età, mentre il fratello minore, Jacobus, divenne medico ad Alkmaar. Il padre di Willem, Paulus, fu un commerciante relativamente abbinte: nel 1644 acquistò la casa "De Zilveren Doornenkroon" sulla Sint Anthoniesbreestraat per 9.800 fiorini, una somma considerevole. Successivamente, però, la famiglia attraversò difficoltà economiche e si trasferì prima all'Oudezijds Voorburgwal e poi al Singel. Nel 1666, entrambi i genitori di Willem morirono. Le informazioni sull'istruzione di Focquenbroch sono scarse. È possibile che abbia frequentato la scuola latina di Jacobus Heyblocq, un lontano parente, e che abbia scritto alcune poesie nel suo album amicorum, tra cui un contributo dal titolo "Aen Mijn Heer Jacob Heijblock; Alla sua richiesta per un Vaersjen". Sebbene non ci siano iscrizioni documentate alla scuola di Leida, è probabile che abbia studiato lì, anche grazie a una borsa di studio del "Fonds Rombouts" presso il Walloon College. Nel 1661, sotto la supervisione del professor Johannes Hoornbeek, Focquenbroch tenne una disputatio teologica sulla difesa dell'ortodossia contro il socinianesimo.
Nel 1662, Focquenbroch si iscrisse all'Università di Utrecht, dove conseguì il dottorato in medicina il 10 giugno dello stesso anno. La sua tesi, dal titolo De lue venerea, trattava della malattia venerea, un tema ricorrente nelle tesi di medicina di quel periodo. Tuttavia, non è sopravvissuta alcuna copia della sua tesi. Non si conosce con certezza se Focquenbroch abbia mai praticato la medicina, ma nel 1668, due anni dopo la morte dei suoi genitori, ottenne una posizione come medico dei poveri alle dipendenze del diaconato, guadagnando 150 fiorini all'anno. Un reddito insufficiente per garantire una vita agiata. Nel 1668, Focquenbroch lasciò i Paesi Bassi. Dopo aver presentato domanda alla Camera di Amsterdam della Compagnia delle Indie Occidentali, il 23 aprile dello stesso anno fu nominato esattore fiscale, un ruolo che combinava funzioni doganali e di commissario di polizia. Il suo compito principale era quello di individuare e fermare le navi che violavano il monopolio commerciale della compagnia, ottenendo come ricompensa un terzo dei beni confiscati. La sua base operativa era l'ex forte portoghese "Saô Jorge da Mina", situato sulla costa della Guinea, che successivamente prese il nome di "Elmina". Lì, Focquenbroch ricoprì una posizione di rilevo, descrivendo se stesso come "la seconda persona di un piccolo regno", immediatamente sotto il direttore generale.Il 17 luglio 1668, Focquenbroch partì da Texel per Elmina a bordo della nave De Gideon. Era accompagnato dal cugino Philip van Heeden, un ex commerciante nelle colonie. Le lettere che scrisse dalla Guinea rivelano il suo isolamento, acuito dalla morte del cugino Filippo all'inizio del 1669. Elmina era un luogo segnato da frequenti malattie, e Focquenbroch si trovò a dover sostituire regolarmente altri funzionari. Nel periodo da aprile a luglio 1670, un'epidemia devastò la stazione commerciale, e Focquenbroch, molto probabilmente, fu vittima di questa malattia. Si ritiene che la sua morte sia stata segnalata al WIC tramite una missiva datata 14 luglio 1670, sebbene il documento originale sia andato perduto.

## Eredità letteraria
Nel 1663 venne pubblicata De verwarde jalousy, un adattamento della celebre commedia di Molière Sganarelle o il cornuto immaginario del 1660, probabilmente scritto da Focquenbroch appositamente per il teatro. Lo spettacolo debuttò il 23 aprile 1663. Le farse De klucht van de weyerey e Klucht van Hans Keyenvresser sono, sebbene riportino l'anno 1665, probabilmente state pubblicate già nel 1664. Queste commedie furono incluse nel volume Thalia, of geurige sang-goddin, che era già in commercio a dicembre 1664, pur con l'anno 1665 sulla copertina. Il titolo di questa raccolta può essere considerato programmatico: Talia è la musa della commedia, e "geurige", cioè spiritosa, è un aggettivo che denota la poesia di carattere umoristico. Il volume include un poema epico burlesco su temi matrimoniali, poesie che accompagnavano regali, liriche burlesche e petrarchesche, riflessioni, poesie in rima, lettere (in rima) e canzoni, sia in olandese che in francese. Le canzoni sono contrafacta: nuovi testi su melodie già conosciute, con la melodia indicata dal titolo o dalla prima riga del testo associato. Le edizioni successive della Thalia contengono un contenuto simile.
Nel 1674, postuma, venne pubblicata la commedia Min in't lazarus-huys, un adattamento della commedia di Lope de Vega Los locos de Valencia. Il testo doveva già essere circolato precedentemente ad Amsterdam, dato che venne presentato il 10 dicembre 1669 durante una riunione del circolo letterario Nil Volentibus Arduum. La terza e ultima raccolta di Focquenbroch fu pubblicata nel 1678, ossia Afrikaense Thalia, Of het derde deel van de geurige zang-godin. Nelle edizioni successive, in particolare in Alle de wercken del 1679 e in Alle de werken del 1696, curate da Abraham Bogaert, comparvero nuovi testi, ma molti di essi non sono di Focquenbroch.

## Ricezione

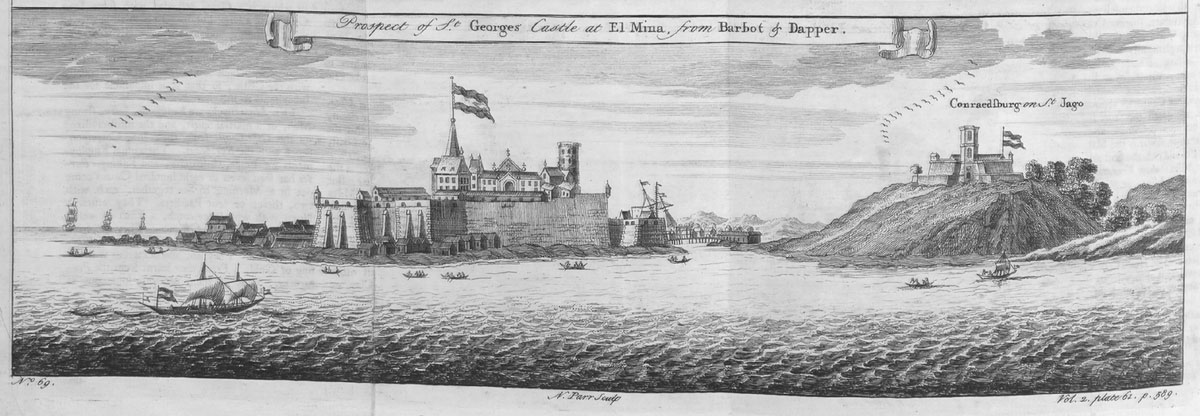
Fort Elmina, sulla costa degli schiavi, dove Focquenbroch trascorse due anni.

Nel XVII e XVIII secolo, Willem Godschalck van Focquenbroch era un autore noto, con le sue opere spesso ristampate, in particolare Min in't lazarus-huys, che ebbe un grande successo anche a teatro. Venne principalmente riconosciuto come un poeta "spiritoso", famoso per aver introdotto nella Repubblica delle Lettere il verso burlesco, che trattava argomenti elevati con uno stile quotidiano. Il suo principale esempio fu il poeta francese Paul Scarron, il cui lavoro influenzò molto Focquenbroch, che adattò alcuni suoi lavori, inclusa una parodia dell'Eneide.
La parte satirica e umoristica della sua produzione ha sempre prevalso su quella più seria e petrarchesca, tanto che nel XIX secolo fu criticato per la sua presunta "vulgarità". Il noto storico della letteratura G. Kalff definì i suoi scritti come "vulgarità e sporcizia che raramente si sono viste nella nostra letteratura", accusandolo di indulgere in un linguaggio sensuale e scurrile. Tuttavia, all'inizio del XX secolo iniziò una rivalutazione del suo lavoro, che si consolidò dopo la Seconda Guerra Mondiale, culminando con una selezione della sua lirica curata da W.F. Hermans. Nonostante ciò, una pubblicazione completa delle sue opere non è ancora avvenuta.
Nel 2004, le sue farse De klucht van de kwakzalver e De klucht van de jacht furono adattate da Johan Volkers e la Klucht van de Hoogduitse Kwakzalver (anche conosciuta come Klucht van Hans Keyenvresser) è diventata una delle opere più rappresentate dalla Leydse KluchtenCompagnie. In questa commedia, il ciarlatano tedesco viene deriso da un vagabondo e anche un commerciante di torba viene ingannato sia sul piano economico che sanitario.
Dal 2000 al 2017, la fondazione Willem Godschalck van Focquenbroch si è dedicata a studiare e diffondere la vita e le opere di Focquenbroch, pubblicando il periodico Fumus, il cui nome si ispira al motto dell’autore. Questo periodico è ora disponibile integralmente nella DBNL.

## Opere
- Disputatio theologica, de promissis V.T. Pars septima
- La gelosia confusa, Commedia (dut. De verwarde jalousy, Blyspel)
- La farsa della fattoria. (dut. Klucht van de weyery)
- La farsa di Hans Keyenvresser (dut. Klucht van Hans Keyenvresser)
- Thalia, o la dea della canzone fragrante. (dut. Thalia, of geurige sang-goddin)
- Una battuta olandese, in risposta ad una canzone fiamminga. (dut. Een Hollandsche vuyst-slagh, op een Brabandsche koon)
- Canto raddoppiato di benedizione, delle nove muse, sul contenimento dell'arroganza degli inglesi e sul trionfo del coraggio degli olandesi.  (dut. Verdubbelt zegen-sangh, der negen musen, over den gedempten hooghmoed der engelschen, en de triumpheerende dapperheyt der Hollanders)
- Le canzoni dei pastori di Virgilio Marone . (dut. De herders-sangen van Virgilius Maro)
- Min in't lazarus-huys, Commedia, Amsterdam: Jacob Vinckel, 1674. (dut. Min in't lazarus-huys, Blyspel)
- Thalia africana, o il terzo volume della dea della canzone fragrante (dut. Afrikaense Thalia, of het derde deel van de geurige zang-godin)
- Diogene, il saggio 1929. (dut. Diogenes, den wyse ...)